# کاج زبرمیوه غربی
کاج زبرمیوه غربی (نام علمی: Pinus longaeva) نام یک گونه از سرده کاج است.